# Clyde Hefer
Clyde Hefer (12 de abril de 1961) es un deportista australiano que compitió en remo.
Participó en los Juegos Olímpicos de Los Ángeles 1984, obteniendo una medalla de bronce en la prueba de ocho con timonel. Ganó dos medallas de oro en el Campeonato Mundial de Remo, en los años 1980 y 1981.

## Palmarés internacional
| Juegos Olímpicos   | Juegos Olímpicos             | Juegos Olímpicos  | Juegos Olímpicos          |
| Año                | Lugar                        | Medalla           | Prueba                    |
| ------------------ | ---------------------------- | ----------------- | ------------------------- |
| 1984               | Los Ángeles (Estados Unidos) | Medalla de bronce | Ocho con timonel          |
| Campeonato Mundial |                              |                   |                           |
| Año                | Lugar                        | Medalla           | Prueba                    |
| 1980               | Malinas (Bélgica)            | Medalla de oro    | Cuatro sin timonel ligero |
| 1981               | Múnich (RFA)                 | Medalla de oro    | Cuatro sin timonel ligero |